# Jachini
Jachini (hebr. יכיני) – moszaw położony w Samorządzie Regionu Sza’ar ha-Negew, w Dystrykcie Południowym, w Izraelu.
Leży w północno-zachodniej części pustyni Negew, w pobliżu Strefy Gazy.

## Historia
Moszaw został założony w 1950 przez imigrantów z Jemenu.

## Gospodarka
Gospodarka moszawu opiera się na intensywnym rolnictwie, sadownictwie i uprawach w szklarniach.

## Komunikacja
Przy moszawie przebiega droga ekspresowa nr 34 (Jad Mordechaj-Netiwot).